# Makin
Pour les articles homonymes, voir Makin (homonymie).
Makin est un petit atoll des Kiribati situé dans les îles Gilbert, au nord-est de l'atoll de Butaritari, souvent connue comme Petite-Makin en français.

## Histoire
Les atolls voisins de Butaritari et de Makin sont « découverts » par Pedro Fernandes de Queirós en 1606 qui les baptise les îles du Buen Viaje (Bon Voyage).
Le guano de Makin a été exploité par les États-Unis dans le cadre du Guano Islands Act.
Au cours des Guerres du Pacifique lors de la Seconde Guerre mondiale s'est déroulé le raid de Makin du 17 au 18 août 1942 puis la bataille de Makin pour la prise des atolls de Butaritari et de Petite-Makin, du 20 au 23 novembre 1943 dans le cadre de l'opération Galvanic.

## Géographie

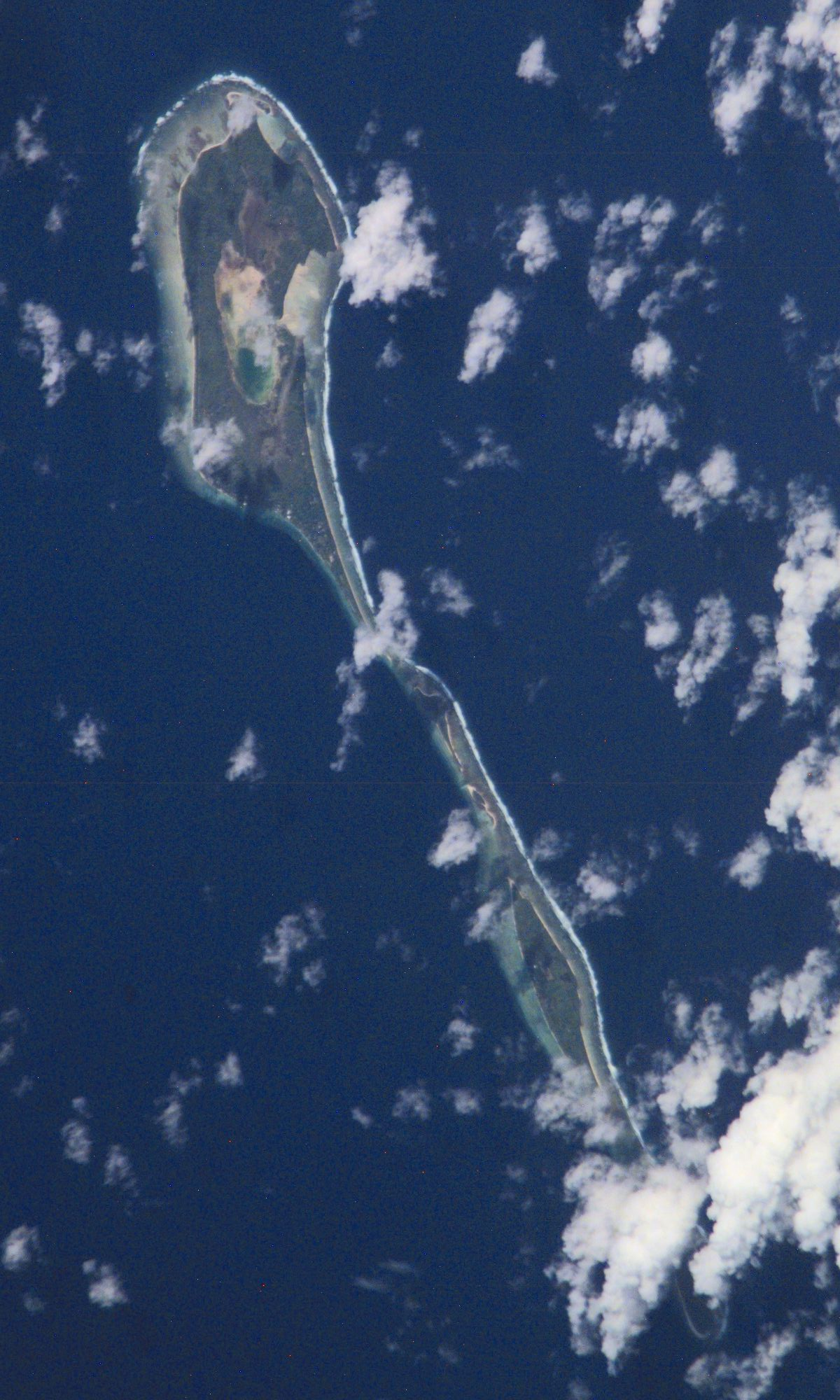
Image satellite de Makin.

### Localisation
Makin est situé dans l'océan Pacifique, juste au nord de l'équateur. Constituant l'extrémité Nord des îles Gilbert, il est situé à six kilomètres au nord-est de l'atoll de Butaritari et à 290 kilomètres au sud-sud-est de l'atoll de Nadikdik dans les îles Marshall. Autrefois, le nom de « Makin » s'appliquait aussi à Butaritari si bien que Makin était appelée Petite-Makin (en anglais Little Makin).

### Îlots
Makin est un alignement d'îlots coralliens qui s'étire sur 12,3 kilomètres selon un axe nord-sud. Les îles sont toutes bordées par des plages de sable, entourées par une barrière de corail et couvertes d'une végétation luxuriante. Les cinq îlots qui le composent sont du nord au sud : Makin, le plus grand, Aonbike, Tebua Tarawa, Kiebu et Onne soit 7,89 km2 de superficie au total.
Seules les îlots de Makin et de Kiebu sont habitées par 2 385 habitants dont 2 365 Gilbertins. Cette population se répartit en 388 foyers dans les villages de Makin, le plus peuplé avec 1 834 habitants, et de Kiebu, le moins peuplé avec 551 habitants.
L'île de Makin comporte en son centre une étendue d'eau de 0,3 km2 de superficie quasiment enfermée dans les terres et reliée à l'océan Pacifique par un chenal de quinze mètres de largeur. La présence de ce faux lagon qualifie l'île de Makin d'« atoll dégénéré ». L'île de Makin possède une piste d'atterrissage. Kiebu, la seconde île en taille, de forme allongée, possède aussi un petit plan d'eau de 80 mètres de diamètre et de 0,005 km2 de superficie mais celui-ci est totalement isolé de l'océan distant de soixante mètres.
Aonbike est un îlot de forme allongée orientée nord-sud, elle est entourée au nord par l'île de Makin et au sud par l'île de Tebua Tarawa. Tebua Tarawa est un îlot de forme arrondie, elle est entourée au nord par l'île d'Aonbike et au sud par l'île de Kiebu. Onne est un îlot de forme allongée orientée nord-sud, elle est située au sud de l'île de Kiebu.

### Climat
Le climat de Makin est de type tropical. Il est caractérisé par une pluviométrie abondante atteignant une moyenne annuelle de quatre mètres.

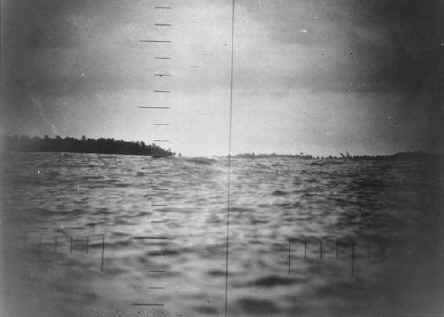
Vue périscopique de Makin depuis le USS Nautilus (SS-168) le 17 ou 18 août 1942.